# Journée mondiale des animaux
 (mars 2016).
Si vous disposez d'ouvrages ou d'articles de référence ou si vous connaissez des sites web de qualité traitant du thème abordé ici, merci de compléter l'article en donnant les références utiles à sa vérifiabilité et en les liant à la section « Notes et références ».

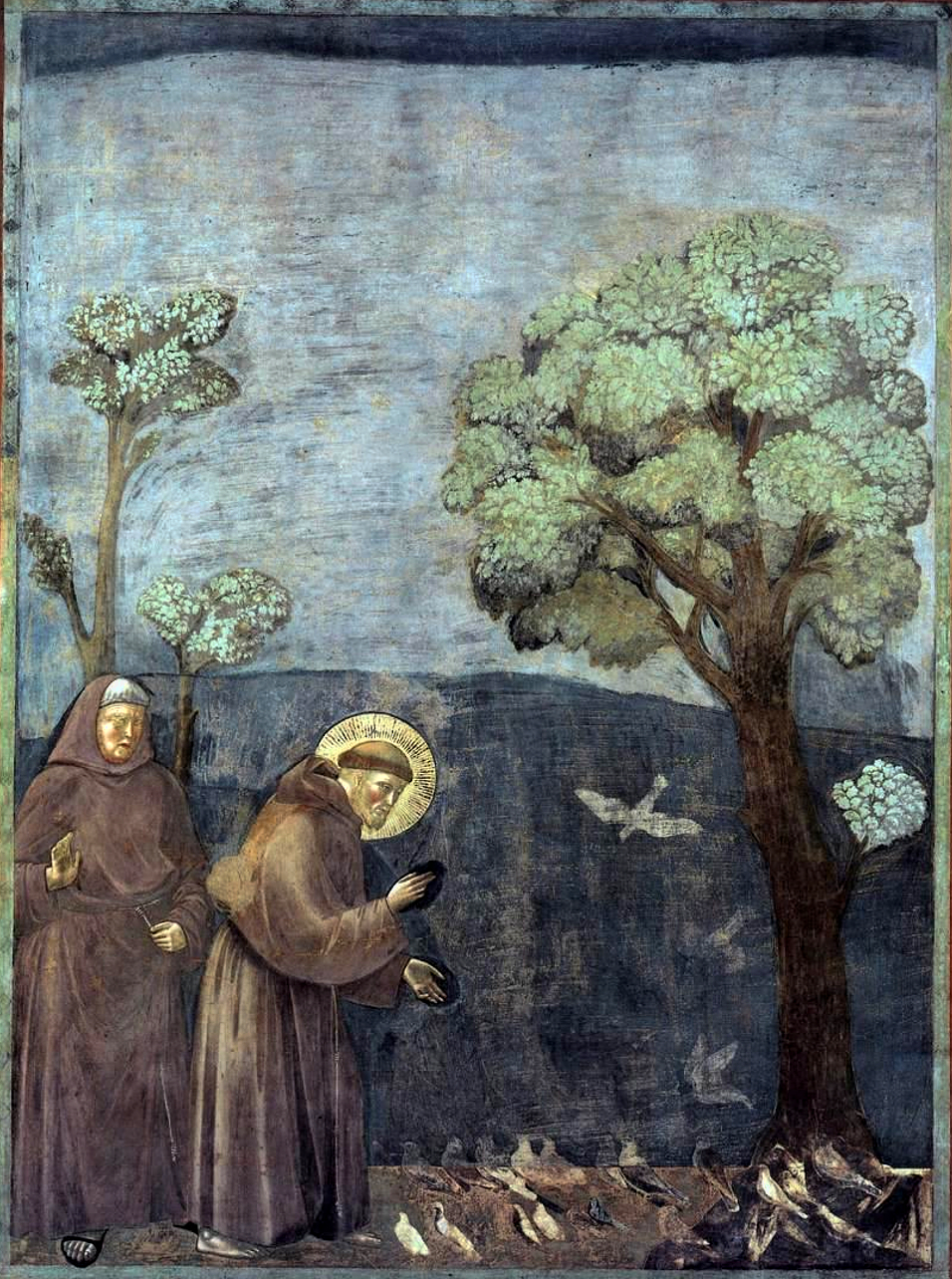
Saint François d'Assise prêchant aux oiseaux

La Journée mondiale des animaux  (en anglais : World Animal Day) est une journée internationale célébrée le 4 octobre.
L'initiative a été introduite lors du Congrès international pour la protection des animaux à Vienne en 1929, puis ce fut lors du congrès se déroulant à Florence en 1931 que la Journée mondiale des animaux fut instaurée.
Les défenseurs des animaux du monde entier célèbrent la Journée mondiale des animaux le 4 octobre, jour de la Saint-François-d'Assise.
Le fondateur de l'ordre des Franciscains et saint patron des animaux considérait en effet les animaux comme des créations vivantes de Dieu, les élevant au rang de frère de l'homme. Pour saint François d'Assise, même un ver de terre répondait à la volonté divine et était digne de protection. Ce n'est donc pas un hasard s'il est généralement considéré comme le premier défenseur des animaux.